# Puerto deportivo de Santurce
El puerto deportivo de Santurce es el puerto deportivo del municipio homónimo. Este puerto es de gestión municipal tiene 719 amarres. En 2018 comenzaron unas obras de renovación de los pantalanes.